# KB (літаючий човен)
KB — японський суцільнометалевий летючий човен з крилом-парасолею для Імперського флоту Японії ініційований і профінансований японською патріотичною організацією «Кайбо Ґікай». Літак створювався в кооперації з армією, але використовувався виключно флотом.

## Історія
У вересні 1922 року патріотична організація відома як «Кайбо Ґікай» (яп. 海防義会, «Волонтерська організація берегової охорони») вирішила, що Японія відстає від інших країн по якості розвідувальних морських літаків. Японські літаки здебільшого були дерев'яними і піддавались значно більшому впливу стихій. Тому вони вирішили організувати комітет для дизайну суцільнометалевого літака, в який запросили досвідчених інженерів з Інституту повітроплавання Токійського імператорського університету, Імператорської армії і Імператорського флоту. Хоча це був спільний проєкт, часто виготовлення приписують армії, оскільки основну частину літака — фюзеляж був збудований на Армійському Арсеналі.
Комітет очолював доктор Айкічі Танакаде з університету. Дизайн літака, який спочатку називався «Суцільнометалевий Гідроплан» (яп. 全金属製水上飛行機, Зен Кінзокусей Суїджйо: Хіко: кі), був зроблений в Інституті повітроплавання. Дизайн обладнання, а також виготовлення фюзеляжу і деяких деталей проходив на Артилерійському арсеналі армії в Токіо. В той самий час Флот проводив тестування моделі в аеродинамічній трубі, розробляв двигуни та керуючі системи у Відділі забезпечення Арсеналу флоту в Йокосуці.
Передбачалось, що літак розвиватиме швидкість 202 км/год на операційній висоті 3000 метрів, і матиме дальність польоту 2000 км. Для цього на літаку мали встановитись два двигуни потужністю 200 к.с. Відмінною рисою літака, крім суцільнометалевого дизайну, мала стати конструкція кріплення крила-парасолі на двох нахилених від центру масивних опорах шириною в крило. Пізніше це кріплення буде запатентоване, разом з новим дизайном металевого гвинта і корпусу. Для тестувань був побудований запасний корпус.
Через потужний землетрус у вересні 1923 року виробництво припинили на деякий час, але в березні 1924 року корпус і крила літака були готові й зібрані. У липні того ж року фюзеляж перевезли до Йокосуки, де були встановлені двигуни та інші системи. На цей момент очікувані двигуни потужністю 200 к.с. ще не були виготовлені, тому вирішено використати два висотні двигуни BMW IIIa потужністю 185 к.с. Оснащений цими двигунами літак, який отримав назву «Літаючий човен KB» (від назви організації — Kai Bo), був завершений в грудні 1924 року.
«Кайбо Ґікай» передала літак флоту, який і почав тестові польоти з пляжів Йокосуки. Після виправлення незначних недоліків, літак продемонстрував прекрасні характеристики під час зльоту і посадки з малою масою. Вважалось, що літак зможе досягти очікуваних характеристик по швидкості й дальності. Проте під час сьомого тестового польоту 22 березня 1926 року, літак розбився в морі та всі чотири члени екіпажу загинули. Очевидці переказували, що літак планував з виключеними двигунами, але кут планування постійно збільшувався, доки він не почав падати майже вертикально. Причиною аварії назвали поламку в системі керування.
Навіть після втрати літака флот і далі тестував запасний корпус. Досвід виготовлення цього літака вплинув на майбутні дизайни «Ґіюу 3», теж спонсорованого «Кайбо Ґікай» і побудованого Kawasaki.

## Тактико-технічні характеристики
Дані з Japanese Aircraft 1910—1941

### Технічні характеристики
- Екіпаж: 4 особи
- Довжина: 13,95 м
- Висота: 4 м
- Розмах крил: 21,78 м
- Маса пустого: 2012 кг
- Маса спорядженого: 3086 кг
- Двигуни: 2 × 6-циліндрові рядні двигуни BMW IIIa водяного охолодження
- Потужність: 2 × 185 к. с.
- Гвинти: 2 × дволопатеві металеві гвинти
- Питома потужність: 6,7 кг/к.с.

### Льотні характеристики
- Максимальна швидкість: 202 км/год
- Мінімальна швидкість польоту: 93 км/год
- Дальність польоту: 2000 км.
- Час набору висоти 3000 м: 15 хвилин
- Максимальна висота: 6500 м